# Helmut Tollmann
Helmut G. Tollmann (* 1945 in Köln) ist ein deutscher Künstler, der sich seit mittlerweile 50 Jahren mit Fotografie, Malerei, Installation und Großbildprojektionen beschäftigt.

## Leben
H.G. Tollmann absolvierte von 1961 bis 1964 eine Ausbildung zum Grafiker. Im Anschluss studierte er bis 1968 an den Kölner Werkschulen Grafik und Design. Neben seiner Tätigkeit als Grafikdesigner betätigte er sich auch als freier Künstler.

### Anfänge: Fotografie, Multivision und Malerei 1965–1969
Für diese erste Phase, in der sich Helmut Tollmann intensiv mit verschiedenen Techniken und Verfahren der Fotografie und ihrer Chemie beschäftigte, sind mehr als 25 nationale und internationale Foto- und Filmpreise durch Urkunden und Presse belegt. Das Material dieser Zeit ist aber noch wenig aufgearbeitet. Erkennbar ist aber, dass Helmut Tollmann in dieser Zeit bereits zentrale Verfahren entwickelt hat, die ihn bis heute in seiner Arbeit als Künstler mitprägen: Tontrennungen (Posterisation), Experimente mit lithografischen Filmen und Entwicklern, Solarisationen, reprografischer Einsatz von fotografischen Techniken, die bis heute in seiner Multilayertechnik zu finden sind.

### Neue Wege und neue Techniken 1970–1974
Ab Anfang der 1970er Jahre beschäftigte sich Tollmann, unter dem Eindruck der Bilder von Max Ernst mit der gegenständlichen Malerei sowie der Architektur- und Landschaftsmalerei. Die Nähe seines frühen Ansatzes in der Malerei erscheint nicht zufällig in geistiger Verwandtschaft zu Max Ernst, der unzählige neue Verfahren und Techniken in die Malerei eingebracht hat, so zum Beispiel die Frottage. Wie Max Ernst experimentierte Helmut Tollmann intensiv mit immer neuen Mitteln, die ihm künstlerisch verwertbar erschienen. Die in dieser zweiten Phase entstandenen "Softlandschaften", bei denen die Leinwand fast wie in der Seidenmalerei bearbeitet scheint, sind Tollmanns eigenständiger Ausdruck, geschult an der Beschäftigung mit den Frottagen von Max Ernst. Auch die Architekturmalerei von Helmut Tollmann bedient sich in dieser Zeit ähnlicher Ausdrucksmittel.

### Verbindung von Malerei, Reprografie und Drucktechnik 1974–1985
Die Nutzung von reprografischen und fotografischen Mitteln für die Malerei wurde von Helmut Tollmann und seinen Kollegen und Freunden, zu denen auch Andy Warhol zählte, mit Aufkommen der Popart vielfältig gepflegt, dennoch ging Helmut Tollmann hier bereits Wege, die andere Künstler erst Jahrzehnte später für sich wieder entdeckten. Der Einsatz von Druckelementen als einzelnen Layern in der Malerei mit dem Rakel, den Helmut Tollmann aus dem Siebdruck in die Malerei brachte, ließen einzigartige Kompositionen entstehen, die vielleicht erst heute vollständig in ihrer künstlerischen Leistung gewürdigt werden können. In Bildern dieser Zeit tauchen auch erste Elemente technischer und elektronischer Prozesse auf, die sich mit seiner Kunst mehr und mehr verbinden.

### Technik und die Seele in Welt und Mensch – "Soul of Chip" 1985–1997
Die Malmedien von Helmut Tollmann verändern sich weiter, er setzt neue Farben ein, mit denen er intensiv experimentiert. Die Malgründe erweitern sich in Richtung von Leiterplatten, Kupferplatten u. v. m. Alles dies steht in enger thematischer Korrespondenz mit dem großen Thema von Helmut Tollmann "Soul of Chip" einer bis heute für ihn weltweit geschützten Bezeichnung. Wie tickt die Welt der Information und der Mensch, der durch sie geprägt ist. Portraits wichtiger Persönlichkeiten von regionalem, nationalem und internationalem Rang (von Kölner Größen wie unter anderem Trude Herr, bis zu Albert Einstein) verbinden sich mit der einzigartigen Maltechnik Helmut Tollmanns in dieser Zeit.
Multimedia, Illuminationen, die Weiterentwicklung der Mehrschicht-Technik und Experimente mit neuen Werkstoffen, angelehnt an die Entwicklung der industriellen und beginnenden Informationstechnologie. Kommunikation und ganz besonders die elektronische Kommunikation, ist ein wichtiger Aspekt im Schaffen von Helmut Tollmann.

### Verbindungen – der verbindende Aspekt zwischen Technik und Mensch 1998–2007
Mit der Akzentverschiebung von der Suche nach der Seele von Chip und Mensch zur Nutzung der kommunikativen Mittel entsteht das neue zentrale Thema "Verbindungen". Es gibt ihm die Möglichkeit an so scheinbar unterschiedlichen Projekten wie Wirkbetrieb 1, das von T-Systems initiiert wurde und an "Miteinander" der Initiative Toleranz unter Schirmherrschaft des damaligen Bundesaußenministers Joschka Fischer mitzuarbeiten, Persönlichkeiten aus der Musikgeschichte (u. a. "Beethoven-Superstar", Wagner, Berlioz) und des gesellschaftlichen, politischen und wirtschaftlichen Lebens in seiner eigenen Weise zu porträtieren.

### Cosmic Elements und Cosmic Prayer 2008 – heute
Helmut Tollmann verarbeitet die globalisierte Welt in ihren Elementen. Multilayer in der Projektion auf Gebäuden, in Gebäuden und im Wasser. In dieser Phase verbinden sich wie schon ganz zu Anfang seiner Arbeit wieder Ausstellungen mit Projektionen. Das Licht als Mittel der Malerei lässt den "Meister der Farbe", wie ihn der Galerist, Kunsthändler und Künstler Markus Roubrocks bezeichnete, nicht los. Mit Hochleistungsbeamern entstehen in der Herz-Jesu-Kirche in Singen am Bodensee und zwei Jahre später auf dem Hegau-Tower jeweils im Rahmen der Kulturnacht Hegau-Bodensee Projektionen eines einzigen langablaufenden Bildes, das den Betrachter umschließt. In Lyon werden in dieser Zeit die Häuser, die den zentralen Platz umschließen mit einem einzigen Bild von Helmut Tollmann durch ihn bestrahlt. Seine Malerei als Layer aus Licht in der Welt.
Der Kölner Künstler pflegte schon früh Kontakte zu anderen bekannten Künstlern wie Max Ernst, Friedensreich Hundertwasser, Hans Hartung, Andy Warhol, und Charles Paul Wilp, die er auf seinen weltweiten Reisen und Kunstprojekten kennenlernte.
Projekte wie Soul of Chip, Cosmic Prayer, Cosmic Soul sind wohl die bedeutendsten Werke seines Schaffens. 2001–2010 gab es eine enge Zusammenarbeit mit der Kunst- und Kulturstiftung Artforum Culture Foundation in Griechenland. Im Jahr 2004 porträtierte er Papst Johannes Paul II. (Sancto Subito art project). Im selben Jahr wurde er beim Marina Kunstfestival in Ravenna als bester internationaler Künstler ausgezeichnet. In seiner Heimatstadt Köln wirkte Tollmann zum Teil in städtischem Auftrag als auch im Auftrag der KölnMesse so bei seinem Monumentalgemälde: Das Auge der Trude Herr.

## Sammlungen
Tollmanns Werke sind u. a. in den Sammlungen von:
- Kölnisches Stadtmuseum
- Kreissparkasse Köln
- Daimler-Chrysler
- Acer
- Krüger (Lebensmittel)
- Dow Chemical Company
- KölnMesse
- Winter-Stiftung
- Dielektra-Siemens

vertreten, sowie in weiteren öffentlichen und privaten Sammlungen.
Einzelausstellungen seiner Werke gab es u. a. in Deutschland, Belgien, Slowenien, Italien, Griechenland und den USA. Insgesamt kann er auf weltweit über 400 Ausstellungen und Events zurückblicken.

## Ausstellungen in Auswahl ab 1994
- 1994 Ausstellung Soul of Chips auf der Cebit in Hannover auf dem 1000 m2 Messestand der debis Systemhaus GmbH (Daimler-Benz Inter Services)
- 1994 „Soul of Chip“, Galerie Lisse, Heinsberg (E)
- 1994 Köln (Messe Orgatec) (E)
- 1994 Kunsthallen Rhenania Köln (E)
- 1994 Borland, Debis, Microsoft, Frankfurt Kronberg (E)
- 1994 Helmut Tollmann Soul of Chip, Schloß Burg

- 1995 Hannover (CeBIT Messe) (E)
- 1995 „Hot Ware“ Ausstellung Software-Piraterie, Microsoft Kunstpreis (G)
- 1995 Borland, Debis, Microsoft, Frankfurt Kronberg (E)
- 1995 „Soul of Chip“, Madaus, Köln-Merheim(E)
- 1995 Künstlerfest, Köln-Bickendorf (G)

- 1996 Helmut Tollmann, Arbeiten auf Papier, Galerie Am Markt, Köln-Porz (E)
- 1996 „Soul of Chip“ Acer, Orbit, Messe Basel (E)

- 1997 Düsseldorf, Rheingalerie Oberkassel, (April)
- 1997 „Verbindungen“, Ensen-Westhoven
- 1997 „Verbindungen“, Köln, Haus Neuerburg
- 1997 Bonn, Villa Hammerschmidt, Ausstellung
- 1997 „Soul of Chip“ Ensen-Westhoven, Galerie am Markt
- 1997 „Augenblicke“ Optica 1997, Köln

- 1998 Hannover (CeBIT Acer) (E) Messe „Soul of Chip“
- 1998 Ausstellung in der Serbisch-Orthodoxen Eparchie von Raska und Prizren in Novi Pazar, „Soul of Chip“
- 1998 Köln, Auge der Trude Herr, Theater Severinstr. und Fernsehbeitrag Auge der Trude Herr, WDR
- 1998 Westhoven, Bühne „Schwingungen“
- 1998 Galerie am Markt, Köln
- 1998 „Verbindungen“, Duisburg
- 1998 Bonn „Miteinander“ Außenministerium, Veranstalter Initiative Toleranz, Schirmherrschaft Bundesaußenminister Joschka Fischer
- 1998 Galerie am Markt „Miteinander“

- 1999 Düsseldorf US-Renaissance Febr. (VDL-Kongreß)
- 1999 75 Jahre Kölner Messe
- 1999 11. Künstlermarkt Abtei Brauweiler
- 1999 Ehren-Urkunde WestArt Gotha Kunstforum, Altenburger Wall
- 1999 Bahnhof Oberkassel
- 1999 Ausstellung im Deutschen Zentrum für Luft- und Raumfahrttechnik (DLR)
- 1999 München (Messe Productronica)
- 1999 „Kunst im Kloster“ Pützchen (Bonn) Jul / August

- 2000 12. Künstlermarkt Abtei Brauweiler
- 2000 München (Messe Electronica) Soul of Chip (E)
- 2000 „Soul of Chip“, Köln

- 2001 Köln-Porz
- 2001 „Soul of Chip“, München (Messe Productronica)

- 2002 „Verbindungen“, Bredershof, Niederdollendorf
- 2002 „See the world“ EPC 2002, Köln
- 2002 Projekt „Verbindungen“, Köln;
- 2002 "Art-Event", Messe München.

- 2003 Ausstellung „Beethoven Superstar“ im Bundespresseclub, Bonn;
- 2003 Kunstverein Aurich[9];
- 2003 „Soul of Chip – Ludwig van Beethoven Superstar“, Cultuur Centrum Bornem, Belgien

- 2004 Ausstellung und Teilnahme am Kunstpreis Marina di Ravenna Kunstfestival, 1. Preisträger International
- 2004 Wirkbetrieb 1 T-Systems und Toll Collect.
- 2004 Visual Gallery at Photokina, who is who - Authentic – united we stand, Köln

- 2005 Ausstellung und Teilnahme am Kunstpreis Marina di Ravenna Kunstfestival
- 2005 Wettbewerbsausstellung mit Preisträger Bild Marina di Ravenna 2004 im Zentrum „Villa Beaumarchais“ Quartier Marais, Institut für italienische Kultur in Frankreich, Paris

- 2006 Galerie Roubrocks & Partner, Villa Oppenheim Köln;
- 2006 Galerie Roubrocks & Partner, Kreishausgalerie Köln
- 2006 Museum Zündorfer Wehrturm, Köln;
- 2006 Schloss Gymnich.

- 2007 Kunstprojekt „Extrahart“

- 2008 Multi-Media Event „Cosmic Prayer“ zu Musik von James Horner in der Herz Jesu Kirche, Singen.

- 2009 Kunst vor und nach der Jahrtausendwende – Malerei, Zeichnung, Fotos und Druckgraphik von Gerhard Elsner, Georg Baselitz, Gerhard Richter und Helmut Tollmann.

- 2010 „Soul of Chip“, Hegau Bodensee Galerie, Singen
- 2010 „Cosmic Elements“, Lichtkunstschau, HEGAU Tower
- 2010 Ausstellung 25 Jahre Kornelius-Galerie Hanczak, Kornelimünster
- 2009–2010 GULF PROJECTS[10]

- 2012 „Glowing Soul“ eine Audiovisuelle Installation mit Ákos Sziráki auf Schloss Bedburg

- 2013 „25. KunstTage Rhein-Erft“ in der Abtei Brauweiler, "Cosmic Elements" Audiovisuelle Installation mit Ákos Sziráki

- 2014 Kunstaktion „Stille Post“ in der Galerie Glashaus, Bedburg

- 2015 Helmut Tollmann at K.U.L.T., Kultursonntag, Bedburg, Germany
- 2015 Soul of Chip 2015 Überblicksausstellung – Bilder aus vier Jahrzehnten
- 2015 Wege zur Schlichtheit 11 MUGA (self-forgetfulness) – 第11回 簡素への彷徨展, Mitsuko Castle, Todendorf, Germany
- 2015 Panta rei : kleine Retrospektive – 50 Jahre Ausstellungen, k1 Galerie Solingen
- 2015 KUNST ist immer ein Geschenk – group Exhibition, k1 gallery, Solingen

- 2016 Wege zur Schlichtheit 12 Toki no Nagare – Fließende Zeit, group exhibition, Schloss Mitsuko, Todendorf

## Auszeichnung und Preise
- Auszeichnung durch Bundespräsident Walter Scheel
- Ehren-Urkunde WestArt Gotha Kunstforum
- Erster Preis Marina di Ravenna Kunstfestival 2004

## Publikationen
- Helmut G. Tollmann, Art-performance,  CeBIT '94, catalogue, Köln 1994
- Helmut G. Tollmann, Soul of Chip, ed. Dieter Weiss, with a text by Uli Seegers, Köln
- Helmut G. Tollmann, Arbeiten auf Papier (works on paper) 1996–97, ed. by Acer and Safiriou art-consulting, texts by G.O. Safiriou
- Verbindungen, exhibition catalogue, ed. by The City of Cologne in co-operation with ArtExpert, texts by G.O. Safiriou, Köln 2001
- Helmut G. Tollmann – Beethoven Superstar, text by G.O. Safiriou, Köln-Bonn 2002
- COSMIC ELEMENTS, catalogues, texts by G.O. Safiriou, Köln, Düsseldorf, Thessaloniki 2007
- Helmut G. Tollmann, panta rei: Kleine Retrospektive, 50 Jahre Ausstellungen, Solingen, k1 Galerie, 2015

## Nachweise
1. ↑  „Softlandschaften lassen der Phantasie viel Raum“ Rheinische Post 14. August 1982
2. ↑  „Auf dem großen Stand der Firma DEBIS (Daimler-Benz Stuttgart) sind ca. 50 Bilder im Großformat unter dem Titel „Soul of Chip“ zu sehen... Seine Zeit Kunst ist Informatik in neuen Dimensionen.“ Hannoversche Allgemeine CeBIT 1994
3. ↑  Bild "Trude Herr" in der Sammlung des Städtischen Museums Köln, Bild "Das Auge der Trude Herr" in der Sammlung des Messe Köln
4. ↑  „Eine Komposition der digitalen Zeit“ Der Kunsthandel 10/2001
5. ↑  "Wirkbetrieb 1", Katalog zur Ausstellung, Wirkbetrieb I, T-Systems GEI GmbH, Text und Konzeption: Sabine Westermann, Bildrechte bei den Künstlern
6. ↑  „Ein Miteinander von Kunst, Lyrik und Musik... Die Werkschau, deren Schirmherrschaft Bundesaußenminister Joschka Fischer übernommen hat, umfaßt... Bilder von...Helmut Tollmann.“ KStA 13. November 1998
7. ↑  „Unter dem Titel „Spirit of Soul“ zeigte Roubrocks und Partner Kunsthandel, Köln, in Zusammenarbeit mit Hans Schmitz eine großartige Schau der aktuellen Komponisten-Portraits und abstrakten Farbkompositionen des renommierten Künstlers Helmut G. Tollmann.“ Feine Adressen Köln/Bonn Edition I/2006
8. ↑  „Indem Tollmann seine zu einem Block montierten Portraits zentral noch einmal mit dem gleichen Portrait Motiv des Papstes und wieder in Grau überblendet, hebt er in dem letzten Schritt die gerade gewonnene Erkenntnis des Betrachters wieder auf.“ Kultur-kanal.de Printausgabe 06/2005
9. ↑  „Von der künstlichen Seele eines Mikrochips“ Ostfriesen-Zeitung  23. September 2003
10. ↑  GULF PROJECTS (Memento des Originals vom 16. April 2015 im Internet Archive)  Info: Der Archivlink wurde automatisch eingesetzt und noch nicht geprüft. Bitte prüfe Original- und Archivlink gemäß Anleitung und entferne dann diesen Hinweis.